# Журавльова Людмила Василівна
Людмила Василівна Журавльова (нар. 22 травня 1946) — радянська й українська астрономка, першовідкривачка 200 астероїдів. Посідає 43 місце в рейтингу першовідкривачів малих планет. Багато відкритих нею астероїдів названо на честь російських митців і науковців.
Народилась і здобула освіту в Росії, працювала в Кримській астрофізичній обсерваторії до виходу на пенсію в 2003 році. Після анексії Криму Росією продовжила приймати нагороди від російської влади.

## Біографія
Народилася 22 травня 1946 року в місті Козьмодем'янськ (тепер республіка Марій Ел у Російській Федерації). У Воскресенському районі Горьковської (нині Нижньогородської) області закінчила середню школу, а після цього) — вечірню школу. 1970 року закінчила Горьківський державний університет за спеціальністю «математика».
Від 15 травня 1972 до 1 червня 1998 року працювала науковою співробітницею у Кримській групі Інституту теоретичної астрономії АН СРСР, а від 1 червня 1998 до виходу на пенсію 1 грудня 2003 року — науковою співробітницею Кримської астрофізичної обсерваторії.
Після анексії Криму Росією продовжила приймати нагороди від російської влади. Зокрема, 2016 року «за великий внесок у зміцнення могутності та слави Росії» стала лауреаткою форуму «Громадське визнання», а 2018 року — почесною громадянкою Воскресенського муніципального району Нижньогородської області.

## Відкриття
У період з 1972 по 1992 рік особисто відкрила 200 малих планет і 13 спільно з іншими астрономами. В рейтингу першовідкривачів малих планет займає 43 місце з 737 астрономів.
На її рахунку такі малі планети, як 1858 Лобачевський, 1859 Ковалевська, 1909 Алехін, 1959 Карбишев, 2188 Орлятко , 2374 Владвисоцький, 2562 Шаляпін, 2576 Єсенін, 2740 Цой, 3108 Любов, 3214 Макаренко, 3260 Візбор, 9838 Фальц-Фейн та багато інших.
| Відкритих астероїдів: 212                                           | Відкритих астероїдів: 212 |
| ------------------------------------------------------------------- | ------------------------- |
| 1858 Лобачевський                                                   | 18 серпня 1972            |
| 1859 Ковалевська                                                    | 4 вересня 1972            |
| 1909 Алехін                                                         | 4 вересня 1972            |
| 1910 Михайлов                                                       | 8 жовтня 1972             |
| 1959 Карбишев                                                       | 14 липня 1972             |
| 2015 Качуєвська                                                     | 4 вересня 1972            |
| 2098 Зискін                                                         | 18 серпня 1972            |
| 2130 Євдокія                                                        | 22 серпня 1974            |
| 2173 Маресьєв                                                       | 22 серпня 1974            |
| 2188 Орлятко                                                        | 28 жовтня 1976            |
| 2233 Кузнєцов                                                       | 3 грудня 1972             |
| 2283 Бунке                                                          | 26 вересня 1974           |
| 2310 Ольшанія                                                       | 26 вересня 1974           |
| 2374 Владвисоцький                                                  | 22 серпня 1974            |
| 2423 Ібаррурі                                                       | 14 липня 1972             |
| 2475 Семенов                                                        | 8 жовтня 1972             |
| 2562 Шаляпін                                                        | 27 березня 1973           |
| 2576 Єсенін                                                         | 17 серпня 1974            |
| 2702 Батраков                                                       | 26 вересня 1978           |
| 2720 Петро Перший                                                   | 6 вересня 1972            |
| 2740 Цой                                                            | 26 вересня 1974           |
| 2760 Кача                                                           | 8 жовтня 1980             |
| 2768 Горький                                                        | 6 вересня 1972            |
| 2771 Ползунов                                                       | 26 вересня 1978           |
| 2850 Можайський                                                     | 2 жовтня 1978             |
| 2890 Вілюйськ                                                       | 26 вересня 1978           |
| 2979 Мурманськ                                                      | 2 жовтня 1978             |
| 3039 Янгель                                                         | 26 вересня 1978           |
| 3067 Ахматова[1]                                                    | 14 жовтня 1982            |
| 3074 Попов                                                          | 24 грудня 1979            |
| 3095 Омархайям                                                      | 8 вересня 1980            |
| 3108 Любов                                                          | 18 серпня 1972            |
| 3157 Новіков                                                        | 25 вересня 1973           |
| 3190 Апошанський                                                    | 26 вересня 1978           |
| 3214 Макаренко                                                      | 2 жовтня, 1978            |
| 3231 Міла                                                           | 4 вересня, 1972           |
| 3260 Візбор                                                         | 20 вересня, 1974          |
| 3376 Армандхаммер                                                   | 21 жовтня, 1982           |
| 3410 Верещагін                                                      | 26 вересня, 1978          |
| 3442 Яшин                                                           | 2 жовтня, 1978            |
| 3511 Цвєтаєва[1]                                                    | 14 жовтня, 1982           |
| 3547 Сєров                                                          | 2 жовтня, 1978            |
| 3558 Шишкін                                                         | 26 вересня, 1978          |
| 3566 Левітан                                                        | 24 грудня, 1979           |
| 3586 Васнецов                                                       | 26 вересня, 1978          |
| 3587 Декарт                                                         | 8 вересня, 1981           |
| 3600 Архімед                                                        | 26 вересня, 1978          |
| 3616 Глазунов                                                       | 3 травня, 1984            |
| 3622 Ільїнський                                                     | 29 вересня, 1981          |
| 3624 Міронов[1]                                                     | 14 жовтня, 1982           |
| 3655 Євпраксія                                                      | 26 вересня, 1978          |
| 3657 Єрмолова                                                       | 26 вересня, 1978          |
| 3662 Дежнев                                                         | 8 вересня, 1980           |
| 3724 Анненський                                                     | 23 грудня, 1979           |
| 3771 Алєксєйтолстой                                                 | 20 вересня, 1974          |
| 3803 Тучкова                                                        | 2 жовтня, 1981            |
| 3863 Гільяровський                                                  | 26 вересня, 1978          |
| 3889 Меншиков                                                       | 6 вересня, 1972           |
| 3925 Третьяков                                                      | 19 вересня, 1977          |
| 3930 Василів                                                        | 25 жовтня, 1982           |
| 3940 Ларіон                                                         | 27 березня, 1973          |
| 3964 Данилевський                                                   | 12 вересня, 1974          |
| 3969 Россі                                                          | 9 жовтня, 1978            |
| 3971 Вороніхін                                                      | 23 грудня, 1979           |
| 4005 Дягілев                                                        | 8 жовтня, 1972            |
| 4032 Чаплигін                                                       | 22 жовтня, 1985           |
| 4053 Черкасов                                                       | 2 жовтня, 1981            |
| 4070 Розов                                                          | 8 вересня, 1980           |
| 4086 Подаліріус                                                     | 9 листопада, 1985         |
| 4118 Свєта                                                          | 15 жовтня, 1982           |
| 4144 Владвасильєв                                                   | 28 вересня, 1981          |
| 4145 Максимова                                                      | 29 вересня, 1981          |
| 4166 Понтрягін                                                      | 26 вересня, 1978          |
| 4167 Ріман                                                          | 2 жовтня, 1978            |
| 4214 Вералінн                                                       | 22 жовтня, 1987           |
| 4303 Савицький                                                      | 25 вересня, 1973          |
| 4311 Згуріді                                                        | 26 вересня, 1978          |
| 4363 Сергій                                                         | 2 жовтня, 1978            |
| 4366 Венікаган                                                      | 24 грудня, 1979           |
| 4430 Говорухін                                                      | 26 вересня, 1978          |
| 4434 Нікулін                                                        | 8 вересня, 1981           |
| 4524 Барклайдетоллі                                                 | 8 вересня, 1981           |
| 4729 Міхаілміль                                                     | 8 вересня, 1980           |
| 4740 Веніаміна                                                      | 22 жовтня, 1985           |
| 4778 Фусс                                                           | 9 жовтня, 1978            |
| 4787 Шульженко                                                      | 6 вересня, 1986           |
| 4811 Семашко                                                        | 25 вересня, 1973          |
| 4870 Щербань                                                        | 25 жовтня, 1989           |
| 4936 Бутаков                                                        | 22 жовтня, 1985           |
| 4992 Кальман                                                        | 25 жовтня, 1982           |
| 5096 Лузін                                                          | 5 вересня, 1983           |
| 5101 Ахмеров                                                        | 22 жовтня, 1985           |
| 5301 Новобранець                                                    | 20 вересня, 1974          |
| 5304 Баженов                                                        | 2 жовтня, 1978            |
| 5412 Роу                                                            | 25 вересня, 1973          |
| 5419 Бенуа                                                          | 29 вересня, 1981          |
| 5421 Уланова[1]                                                     | 14 жовтня, 1982           |
| 5495 Румянцев                                                       | 6 вересня, 1972           |
| 5544 Казаков                                                        | 2 жовтня, 1978            |
| 5545 Макаров                                                        | 1 листопада, 1978         |
| 5572 Бліскунов                                                      | 26 вересня, 1978          |
| 5681 Бакулєв                                                        | 15 вересня, 1990          |
| 5781 Бархатова[2]                                                   | 24 вересня, 1990          |
| 5809 Кулібін                                                        | 4 вересня, 1987           |
| 5994 Якубович                                                       | 29 вересня, 1981          |
| 6082 Тимірязєв                                                      | 21 жовтня, 1982           |
| 6162 Прохоров                                                       | 25 вересня, 1973          |
| 6220 Степанмакаров                                                  | 26 вересня, 1978          |
| 6631 Пятницький                                                     | 4 вересня, 1983           |
| 6681 Прокопович                                                     | 6 вересня, 1972           |
| 6682 Макарій                                                        | 25 вересня, 1973          |
| 6719 Галлай[2]                                                      | 16 жовтня, 1990           |
| 6754 Бурденко                                                       | 28 жовтня, 1976           |
| 6954 Потьомкін                                                      | 4 вересня, 1987           |
| 6955 Катерина                                                       | 25 вересня, 1987          |
| 7161 Голіцин                                                        | 25 жовтня, 1982           |
| 7223 Долгорукий[1]                                                  | 14 жовтня, 1982           |
| 7224 Весніна                                                        | 15 жовтня, 1982           |
| 7268 Чигорін                                                        | 3 жовтня, 1972            |
| 7278 Штоколов                                                       | 22 жовтня, 1985           |
| 7320 Поттер                                                         | 2 жовтня, 1978            |
| 7381 Мамонтов                                                       | 8 вересня, 1981           |
| 7382 Боженкова                                                      | 8 вересня, 1981           |
| 7413 Галібіна[2]                                                    | 24 вересня, 1990          |
| 7555 Венволков                                                      | 28 вересня, 1981          |
| 7736 Нижній Новгород                                                | 8 вересня, 1981           |
| 7858 Болотов                                                        | 26 вересня, 1978          |
| 7913 Парфьонов                                                      | 9 жовтня, 1978            |
| 7950 Березов                                                        | 28 вересня, 1992          |
| 7979 Пожарський                                                     | 26 вересня, 1978          |
| 8088 Австралія[2]                                                   | 23 вересня, 1990          |
| 8134 Мінін                                                          | 26 вересня, 1978          |
| 8145 Валуйки                                                        | 5 вересня, 1983           |
| 8151 Андранада                                                      | 12 серпня, 1986           |
| 8181 Россіні                                                        | 28 вересня, 1992          |
| 8332 Іванцвєтаєв[1]                                                 | 14 жовтня, 1982           |
| 8471 Обрант                                                         | 5 вересня, 1983           |
| 8477 Андрійкісельов                                                 | 6 вересня, 1986           |
| 8498 Уфа                                                            | 15 вересня, 1990          |
| 8612 Буров                                                          | 26 вересня, 1978          |
| 8982 Орєшек                                                         | 25 вересня, 1973          |
| 9014 Святоріхтер                                                    | 22 жовтня, 1985           |
| 9017 Бабаджанян                                                     | 2 жовтня, 1986            |
| 9034 Олеюрія                                                        | 26 серпня, 1990           |
| 9156 Маланін                                                        | 15 жовтня, 1982           |
| 9514 Дейнека                                                        | 27 вересня, 1973          |
| 9533 Олексійлеонов                                                  | 28 вересня, 1981          |
| 9567 Сургут                                                         | 22 жовтня, 1987           |
| 9612 Бєлгород                                                       | 4 вересня, 1992           |
| 9741 Солохін                                                        | 22 жовтня, 1987           |
| 9838 Фальц-Фейн                                                     | 4 вересня, 1987           |
| 9848 Югра                                                           | 26 серпня, 1990           |
| 9914 Обухова                                                        | 28 жовтня, 1976           |
| 10014 Шайм                                                          | 26 вересня, 1978          |
| 10016 Юган                                                          | 26 вересня, 1978          |
| 10261 Нікдоллежаль                                                  | 22 серпня, 1974           |
| 10266 Владішухов                                                    | 26 вересня, 1978          |
| 10313 Ванесса-Мей                                                   | 26 серпня, 1990           |
| 10504 Дога                                                          | 22 жовтня, 1987           |
| 10675 Харламов                                                      | 1 листопада, 1978         |
| 10684 Бабкіна                                                       | 8 вересня, 1980           |
| 10711 Псков                                                         | 15 жовтня, 1982           |
| 10728 Владімірфок                                                   | 4 вересня, 1987           |
| 10729 Цвєткова                                                      | 4 вересня, 1987           |
| 11268 Спаський                                                      | 22 жовтня, 1985           |
| 11445 Федотов                                                       | 26 вересня, 1978          |
| 11446 Бетанкур                                                      | 9 жовтня, 1978            |
| 11791 Софіяварзар                                                   | 26 вересня, 1978          |
| 11792 Сидоровський                                                  | 26 вересня, 1978          |
| 11793 Чуйковія                                                      | 2 жовтня, 1978            |
| 11826 Юрійгромов                                                    | 25 жовтня, 1982           |
| 12191 Воронцова                                                     | 9 жовтня, 1978            |
| 12199 Сульман                                                       | 8 жовтня, 1980            |
| 12704 Туполєв[2]                                                    | 24 вересня, 1990          |
| 12978 Івашов                                                        | 26 вересня, 1978          |
| 12979 Євгалвасильєв                                                 | 26 вересня, 1978          |
| 13010 Германтітов                                                   | 29 серпня, 1986           |
| (13046) 1990 QB19                                                   | 31 серпня, 1990           |
| 13049 Бутов                                                         | 15 вересня, 1990          |
| 13923 Петергоф                                                      | 22 жовтня, 1985           |
| 14318 Бузінов                                                       | 26 вересня, 1978          |
| 14349 Нікітаміхалков                                                | 22 жовтня, 1985           |
| (14819) 1982 UC11                                                   | 25 жовтня, 1982           |
| 15203 Гришанін                                                      | 26 вересня, 1978          |
| 15220 Сумеркін                                                      | 28 вересня, 1981          |
| 15231 Едіта                                                         | 4 вересня, 1987           |
| 15258 Алфіліпенко                                                   | 15 вересня, 1990          |
| (16419) 1987 SS28                                                   | 24 вересня, 1987          |
| 18295 Боріспетров                                                   | 2 жовтня, 1978            |
| 18321 Бобров                                                        | 25 жовтня, 1982           |
| 20965 Кутафін                                                       | 26 вересня, 1978          |
| 22253 Sivers                                                        | 26 вересня, 1978          |
| (23411) 1978 ST7                                                    | 26 вересня, 1978          |
| 23436 Алекфурсенко                                                  | 21 жовтня, 1982           |
| (24602) 1972 TE                                                     | 3 жовтня, 1972            |
| (24611) 1978 SH3                                                    | 26 вересня, 1978          |
| (24637) 1981 RW4                                                    | 8 вересня, 1981           |
| 24697 Растреллі[2]                                                  | 24 вересня, 1990          |
| (26795) 1978 SD8                                                    | 26 вересня, 1978          |
| (27659) 1978 SO7                                                    | 26 вересня, 1978          |
| 27660 Вотервейюні                                                   | 2 жовтня, 1978            |
| 30724 Петербургтриста                                               | 26 вересня, 1978          |
| (30725) 1978 SA8                                                    | 26 вересня, 1978          |
| 30821 Чернетенко                                                    | 15 вересня, 1990          |
| (32766) 1982 UY7                                                    | 21 жовтня, 1982           |
| (32768) 1983 RZ4                                                    | 5 вересня, 1983           |
| 32807 Кваренгі[2]                                                   | 24 вересня, 1990          |
| (35053) 1982 UA11                                                   | 25 жовтня, 1982           |
| 42479 Толік                                                         | 28 вересня, 1981          |
| (46539) 1982 UE12                                                   | 24 жовтня, 1982           |
| (65637) 1979 VS2                                                    | 14 листопада, 1979        |
| (69262) 1986 PV6                                                    | 12 серпня, 1986           |
| 1. 1 спільно з Людмилою Карачкіною 2. 2 спільно з Gregor R. Kastel' |                           |

## Відзнаки
- Медаль Астрономічної ради АН СРСР «За виявлення нових астрономічних об'єктів» (1984)[2]
- Срібна медаль Фонду Найсвітлішого Князя О. Д. Меншикова за відкриття малих планет та присвоєння їм назв «Меншиков» та «Березів» (1999)[2]
- Лауреатка форуму «Громадське визнання» (2016)[2]
- Почесна громадянка Воскресенського муніципального району Нижньогородської області (2018)[2]
- На честь неї названо астероїд 26087 Журавльова[2]